# Офросимов, Матвей Васильевич
Матвей Васильевич Офросимов — русский служилый человек, городовой воевода во времена правления царей Михаила Фёдоровича и Алексея Михайловича.

## Биография
Происходил из служилых людей, вышедших в Рыльск из Стародуба после Смутного времени. Его отец Василий, согласно рыльской десятни 1627 года был поместные казаком и имел жалованье в 9 рублей. В сражении под Чудновом вместе с князем Василием Борисовичем Шеремтевым взят в плен. Два года провёл в польском плену. Был выкуплен из плена князем Григорием Афанасьевичем Козловским за 130 рублей по заёмной кабале. Стоя на правеже, подал челобитную на имя царя в Разрядный приказ о разорении своего поместья в Карачевском уезде и просьбой отпустить его на место воеводы Филиппа Силича Пересветова в Олешню. 9 апреля 1664 года состоялся указ о назначении. Принял ключи от города 6 ноября 1664 года. Но 6 мая 1666 года жители Олешни «всем городом» подали в Белгороде воеводе Борису Александровичу Репнину челобитную, в которой жаловались «в налогах и обидах». Был сменён белгородским дворянином Иваном Чортовым 25 июня 1666 года и отправлен на службу в Чугуев.